# Rastojanje (teorija grafova)
U matematičkoj grani koja se zove teorija grafova, rastojanje između dva čvora u grafu je broj grana u najkraćem putu koji ih povezuje. Takođe, u grafu može da postoji više najkraćih puteva. Ako ne postoji put između dva čvora, na primer ako čvorovi pripadaju različitim komponentima povezanosti, smatra se da je njihovo rastojanje beskonačno.
U slučaju da je graf usmeren, rastojanje {\displaystyle d(u,v)} izmedju dva čvora {\displaystyle u} i {\displaystyle v} je broj grana u najkraćem putu od čvora {\displaystyle u} do čvora {\displaystyle v}, pod uslovom da bar jedan takav put postoji. Za razliku od neusmerenog grafa, kod usmerenog grafa ne mora da znači da je {\displaystyle d(u,v)} isto što i {\displaystyle d(v,u)}, može čak i da se desi da je jedno rastojanje definisano dok drugo nije.

## Srodni pojmovi

### Metrika grafa
Prema definiciji {\displaystyle d(u,v)} predstavlja funkciju {\displaystyle d\colon V\times V\to R}, koja se naziva funkcija rastojanja, odnosno  metrika grafa {\displaystyle G}. Metrika grafa {\displaystyle G} ima sledeće osobine:
```
 1)  

  

    

      

        
d

        
(

        
u

        
,

        
v

        
)

        
≥

        
0

      

    

    
{\displaystyle d(u,v)\geq 0}

  

 pri cemu je 

  

    

      

        
d

        
(

        
u

        
,

        
v

        
)

        
=

        
0

      

    

    
{\displaystyle d(u,v)=0}

  

 ako i samo ako je 

  

    

      

        
u

        
=

        
v

      

    

    
{\displaystyle u=v}

  

 (nenegativnost rastojanja);
 2)  

  

    

      

        
d

        
(

        
u

        
,

        
v

        
)

        
=

        
d

        
(

        
v

        
,

        
u

        
)

      

    

    
{\displaystyle d(u,v)=d(v,u)}

  

 za svaki par čvorova 

  

    

      

        
u

        
,

        
v

        
∈

        
V

      

    

    
{\displaystyle u,v\in V}

  

 (simetričnost rastojanja);
 3)  

  

    

      

        
d

        
(

        
u

        
,

        
w

        
)

        
≤

        
d

        
(

        
u

        
,

        
v

        
)

        
+

        
d

        
(

        
v

        
,

        
w

        
)

      

    

    
{\displaystyle d(u,w)\leq d(u,v)+d(v,w)}

  

 za svaka tri čvora 

  

    

      

        
u

        
,

        
v

        
,

        
w

        
∈

        
V

      

    

    
{\displaystyle u,v,w\in V}

  

 (nejednakost trougla);
 4)  

  

    

      

        
d

        
(

        
u

        
,

        
v

        
)

      

    

    
{\displaystyle d(u,v)}

  

 je nenegativni ceo broj za svaki par čvorova 

  

    

      

        
u

        
,

        
v

        
∈

        
V

      

    

    
{\displaystyle u,v\in V}

  

;
 5)  ako je 

  

    

      

        
d

        
(

        
u

        
,

        
w

        
)

        
≥

        
1

      

    

    
{\displaystyle d(u,w)\geq 1}

  

 tada postoji čvor  

  

    

      

        
v

      

    

    
{\displaystyle v}

  

, različit i od  

  

    

      

        
u

      

    

    
{\displaystyle u}

  

 i od  

  

    

      

        
w

      

    

    
{\displaystyle w}

  

, takav da važi 

  

    

      

        
d

        
(

        
u

        
,

        
w

        
)

        
=

        
d

        
(

        
u

        
,

        
v

        
)

        
+

        
d

        
(

        
v

        
,

        
w

        
)

      

    

    
{\displaystyle d(u,w)=d(u,v)+d(v,w)}

  

. 
```

Ekscentricitet čvora {\displaystyle u}, u oznaci {\displaystyle ecc(u)}, je najveće rastojanje od čvora {\displaystyle u} do svih ostalih čvorova, tj. {\displaystyle ecc(u)=\max _{v\in V}d(u,v)}.
Dijametar grafa, u oznaci {\displaystyle D(G)}, je najveći ekscentricitet, {\displaystyle D(G)=\max _{u\in V}ecc(u)}.
Radijus grafa, u oznaci {\displaystyle r(G)}, je najmanji ekscentricitet, {\displaystyle r(G)=\min _{u\in V}ecc(u)}.
Centar grafa {\displaystyle G} čine svi čvorovi čiji je ekscentricitet jednak radijusu grafa, analogno tome, periferiju grafa {\displaystyle G} čine svi čvorovi čiji je ekscentricitet jednak dijametru grafa.

## BFS algoritam za nalaženje najkraćeg puta
Ulaz: {\displaystyle G=(V,E)}(neusmereni povezan graf) i {\displaystyle v} (čvor grafa {\displaystyle G}).
Izlaz: Zavisi od primene.
```
begin

  označi 

  

    

      

        
v

      

    

    
{\displaystyle v}

  

;
  upiši 

  

    

      

        
v

      

    

    
{\displaystyle v}

  

 u listu; {FIFO lista, privi unutra - prvi napolje}
  
while
 lista je neprazna 
do

    skini privi čvor 

  

    

      

        
w

      

    

    
{\displaystyle w}

  

 sa liste;
    izvrši ulaznu obradu na 

  

    

      

        
w

      

    

    
{\displaystyle w}

  

; {ulazna obrada zavisi od primene BFS}
    
for
 sve grane 

  

    

      

        
(

        
w

        
,

        
x

        
)

      

    

    
{\displaystyle (w,x)}

  

 za koje 

  

    

      

        
x

      

    

    
{\displaystyle x}

  

 nije označen 
do

      označi 

  

    

      

        
x

      

    

    
{\displaystyle x}

  

;
      dodaj 

  

    

      

        
(

        
w

        
,

        
x

        
)

      

    

    
{\displaystyle (w,x)}

  

 u stablo 

  

    

      

        
T

      

    

    
{\displaystyle T}

  

;
      upiši 

  

    

      

        
x

      

    

    
{\displaystyle x}

  

 u listu;

end
```

Put od korena {\displaystyle r} BFS stabla do proizvoljnog čvora {\displaystyle w} kroz BFS stablo najkraći je put od {\displaystyle r} do {\displaystyle w} u grafu {\displaystyle G}.

## Spoljašnje veze
- „Distance (graph theory) - Engleska Wikipedija”.
- „Metric graph - Engleska Wikipedija”.
- „Distance matrix - Engleska Wikipedija”.